# دراختي أسوريغ
دراختي أسوريغ (بمعنى " الشجرة الآشورية " أو " الشجرة البابلية ") هي قصيدة باللغة الفرثية الفارسية تتكون من حوالي 120 بيتًا ومكتوبة بالخط الفهلوي. تظهر اللغة تأثيرات من اللغة الفارسية الوسطى. وهو أحد أقدم النصوص الموجودة باللغة الفرثية.
القصيدة عبارة عن حوار بين ماعز وشجرة نخيل. وفي النهاية، أُعلن انتصار الماعز. ربما يكون الإيرانيون قد تبنوا هذا النوع من التقاليد الشفوية لبلاد الرافدين القديمة.
ويرى بعض العلماء أن الماعز وشجرة النخيل هما رمزان للزرادشتية والديانة البابلية، أو ببساطة الحياة الرعوية والحياة الزراعية على التوالي.
وتعتبر القصيدة أيضًا من أدب الحكمة.
قصة مشابهة ولكنها أقل أهمية هي "قصة الكرمة والنعجة" (رز و میش) في الأدب الفارسي.

## طالع أيضًا
- أشورستان